# Dinwiddie County
Dinwiddie County ist ein County im Bundesstaat Virginia der Vereinigten Staaten. Bei der Volkszählung im Jahr 2020 hatte das County 27.947 Einwohner und eine Bevölkerungsdichte von 21,4 Einwohner pro Quadratkilometer. Der Verwaltungssitz (County Seat) ist Dinwiddie.

## Geographie
Dinwiddie County liegt im mittleren Südosten von Virginia, ist im Süden etwa 60 km von North Carolina entfernt und hat eine Fläche von 1313 Quadratkilometern, wovon neun Quadratkilometer Wasserfläche sind. Es grenzt im Uhrzeigersinn an folgende Countys: Chesterfield County, Prince George County, Sussex County, Greensville County, Brunswick County, Nottoway County und Amelia County.

## Geschichte
Gebildet wurde es am 1. Mai 1752 aus Teilen des Prince George County. Benannt wurde es nach Robert Dinwiddie, einem Vizegouverneur. Gegen Ende des Amerikanischen Bürgerkriegs fand hier am 1. April 1865 die Schlacht bei Five Forks statt.

## Demografische Daten

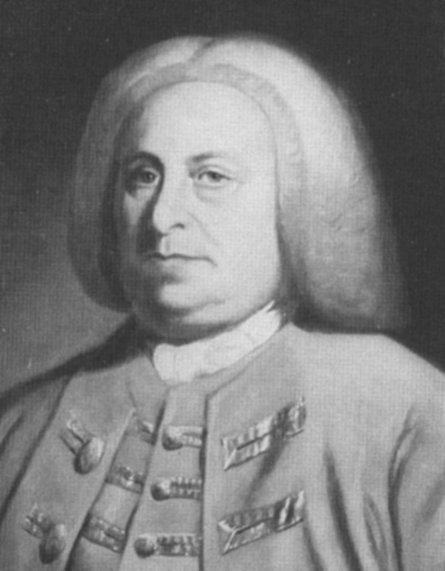
Robert Dinwiddie

Alterspyramide des Dinwiddie County

Nach den Angaben des United States Census 2000 lebten im Dinwiddie County 24.533 Menschen in 9.107 Haushalten und 6.720 Familien. Die Bevölkerungsdichte betrug 19 Einwohner pro Quadratkilometer. Ethnisch betrachtet setzte sich die Bevölkerung zusammen aus 64,55 Prozent Weißen, 33,66 Prozent Afroamerikanern, 0,22 Prozent amerikanischen Ureinwohnern, 0,31 Prozent Asiaten, 0,04 Prozent Bewohnern aus dem pazifischen Inselraum und 0,40 Prozent aus anderen ethnischen Gruppen; 0,82 Prozent stammten von zwei oder mehr Ethnien ab. 0,97 Prozent der Bevölkerung waren spanischer oder lateinamerikanischer Abstammung.
Von den 9.107 Haushalten hatten 32,1 Prozent Kinder und Jugendliche unter 18 Jahre, die bei ihnen lebten. 54,8 Prozent waren verheiratete, zusammenlebende Paare, 13,9 Prozent waren allein erziehende Mütter, 26,2 Prozent waren keine Familien, 22,2 Prozent waren Singlehaushalte und in 8,5 Prozent lebten Menschen im Alter von 65 Jahren oder darüber. Die Durchschnittshaushaltsgröße betrug 2,58 und die durchschnittliche Familiengröße lag bei 3,01 Personen.
Auf das gesamte County bezogen setzte sich die Bevölkerung zusammen aus 24,0 Prozent Einwohnern unter 18 Jahren, 6,7 Prozent zwischen 18 und 24 Jahren, 30,9 Prozent zwischen 25 und 44 Jahren, 26,2 Prozent zwischen 45 und 64 Jahren und 12,2 Prozent waren 65 Jahre alt oder darüber. Das Durchschnittsalter betrug 38 Jahre. Auf 100 weibliche Personen kamen 98,8 männliche Personen. Auf 100 Frauen im Alter von 18 Jahren oder darüber kamen statistisch 96,0 Männer.

Das jährliche Durchschnittseinkommen eines Haushalts betrug 41.582 USD, das Durchschnittseinkommen der Familien betrug 47.961 USD. Männer hatten ein Durchschnittseinkommen von 32.860 USD, Frauen 24.346 USD. Das Prokopfeinkommen betrug 19.122 USD. 6,6 Prozent der Familien und 9,3 Prozent der Bevölkerung lebten unterhalb der Armutsgrenze. Davon waren 11,6 Prozent Kinder oder Jugendliche unter 18 Jahre und 12,6 Prozent waren Menschen über 65 Jahre.